# Целіни (Ченстоховський повіт)
Целіни (пол. Celiny) — село в Польщі, у гміні Лелюв Ченстоховського повіту Сілезького воєводства.
Населення — 70 осіб (2011).
У 1975-1998 роках село належало до Ченстоховського воєводства.

## Демографія
Демографічна структура станом на 31 березня 2011 року:
|          | Загалом | Допрацездатний вік | Працездатний вік | Постпрацездатний вік |
| -------- | ------- | ------------------ | ---------------- | -------------------- |
| Чоловіки | 37      | 2                  | 31               | 4                    |
| Жінки    | 33      | 4                  | 22               | 7                    |
| Разом    | 70      | 6                  | 53               | 11                   |